# Альциппы
Альциппы (лат. Alcippe) — род воробьиных птиц, выделяемый в монотипическое семейство Alcippeidae. Ранее его включали в семейство земляных тимелий (Pellorneidae).

## Описание
Длина представителей данного рода составляет от 12,5 до 16,5 см, масса — от 13,2 до 18,3 г. Верхняя часть оперения коричневатая или оливково-серая. Верх головы и шеи коричневый или серые.

## Название
Родовое название Alcippe было введено в 1844 году английским орнитологом Эдвардом Блитом. Название происходит из греческой мифологии: Алкиппа — дочь бога войны Ареса и Аглауро.

## Классификация
Международный союз орнитологов относит к роду 10 видов:
- Alcippe brunneicauda (Salvadori, 1879) — Бурохвостая альциппа
- Alcippe davidi Styan, 1896
- Alcippe fratercula Rippon, 1900
- Alcippe grotei Delacour, 1936
- Alcippe hueti David, 1874
- Alcippe morrisonia Swinhoe, 1863 — Серощекая альциппа
- Alcippe nipalensis (Hodgson, 1837) — Белоглазая альциппа
- Alcippe peracensis Sharpe, 1887 — Малайская альциппа
- Alcippe poioicephala (Jerdon, 1841) — Сероголовая альциппа
- Alcippe pyrrhoptera (Bonaparte, 1850) — Красноспинная альциппа

Часть видов, ранее относимые к альциппам, перенесены в другие семейства.
- В семейство земляных тимелий (Pellorneidae)[2][1]:
  - желтогорлая альциппа (Alcippe cinerea), желтолобая альциппа (Alcippe variegaticeps), каштановая альциппа (Alcippe castaneceps), красношапочная альциппа (Alcippe brunnea), оливковобокая альциппа (Alcippe dubia), рыжегорлая альциппа (Alcippe rufogularis) и Alcippe klossi — в род Schoeniparus.
- В семейство славковых (Sylviidae)[4][1]:
  - альциппа-монашка (Alcippe abyssinica) и рувензорская альциппа (Alcippe atriceps) — в род Sylvia.
- В семейство суторовых (Paradoxornithidae)[4][1]:
  - белобровая альциппа (Alcippe vinipectus), буроголовая альциппа (Alcippe cinereiceps), горная альциппа (Alcippe striaticollis) и рыжеплечая альциппа (Alcippe ruficapilla) — в род Fulvetta;
  - золотогрудая альциппа (Alcippe chrysotis) — в род Lioparus.